# Sano Seki
Sano Seki (jap. 佐野 碩; * 14. Januar 1905; † 28. September 1966 in Mexiko-Stadt) war ein japanischer Schauspieler, Theaterdirektor und Choreograf. In seinem Schaffen prägte er das moderne japanische Theater sowie später in Mexiko zahlreiche Regisseure und Schauspieler und damit nicht nur das mexikanische, sondern allgemein das lateinamerikanische Theater.

## Biografie
Seki Sano, Sohn eines Mediziners in Tokio, Enkelsohn von Gotō Shimpei und somit Angehöriger einer privilegierten Minderheit in Japan, besuchte in Urawa die Oberschule, als sich das große Kantō-Erdbeben ereignete. Nach dem Erdbeben, bei dem er freiwillig in Tokio beim Bergen der Verletzten half, gründete er während seiner Studienzeit an der Fakultät der Rechtswissenschaften der Universität Tokyo mit anderen zusammen eine Vereinigung für Theaterstudien und besuchte mit dieser Gruppe auch regelmäßig Vorstellungen am Theater von Tsukiji. Orientiert an seinen Kommilitonen und nicht zuletzt auch an seinem marxistisch denkenden Onkel Sano Manabu, richtete sich Sano in seinem Denken zunehmend linkspolitischer aus. Bei der Unterstützung des Kyōdō-Druckerei-Streiks wurde erstmals politisch aktiv. Die Theatergruppe, der er angehörte, spielte vor allem Stücke des freien US-amerikanischen und europäischen Theaters, meist von linkspolitischen Autoren.
Nachdem er zuletzt als Theaterdirektor tätig gewesen war, wurde er wie viele andere Aktivisten im Mai 1930 verhaftet. Im Mai 1931 bekam er die Gelegenheit, als Repräsentant des japanischen proletarischen Theaterverbandes PROT nach Moskau zu gehen. Auch in der Sowjetunion arbeitete er als Theaterdirektor. Er durchreiste die Vereinigten Staaten und Europa, wo er zahlreiche Kontakte schloss. Nach den politischen Veränderungen in der Sowjetunion wurde er im August 1937 ebenso wie sein Kollege Hijikata Yoshi als „gefährlicher Japaner“ eingestuft und ausgewiesen.
Seki Sano lebte einige Zeit in Europa und engagierte sich dort im Bereich des politischen Theaters und Films im Kampf gegen den Nationalsozialismus. Nach einem kurzen Aufenthalt in New York, wo er sich am Theater ebenso gegen den Nationalsozialismus richtete wie auch den chinesischen Krieg gegen Japan unterstützte, fand er letztendlich im August 1939 in Mexiko Asyl, wo er nach Ende des Zweiten Weltkriegs freiwillig bis zu seinem Tode lebte und arbeitete.